# Love bombing

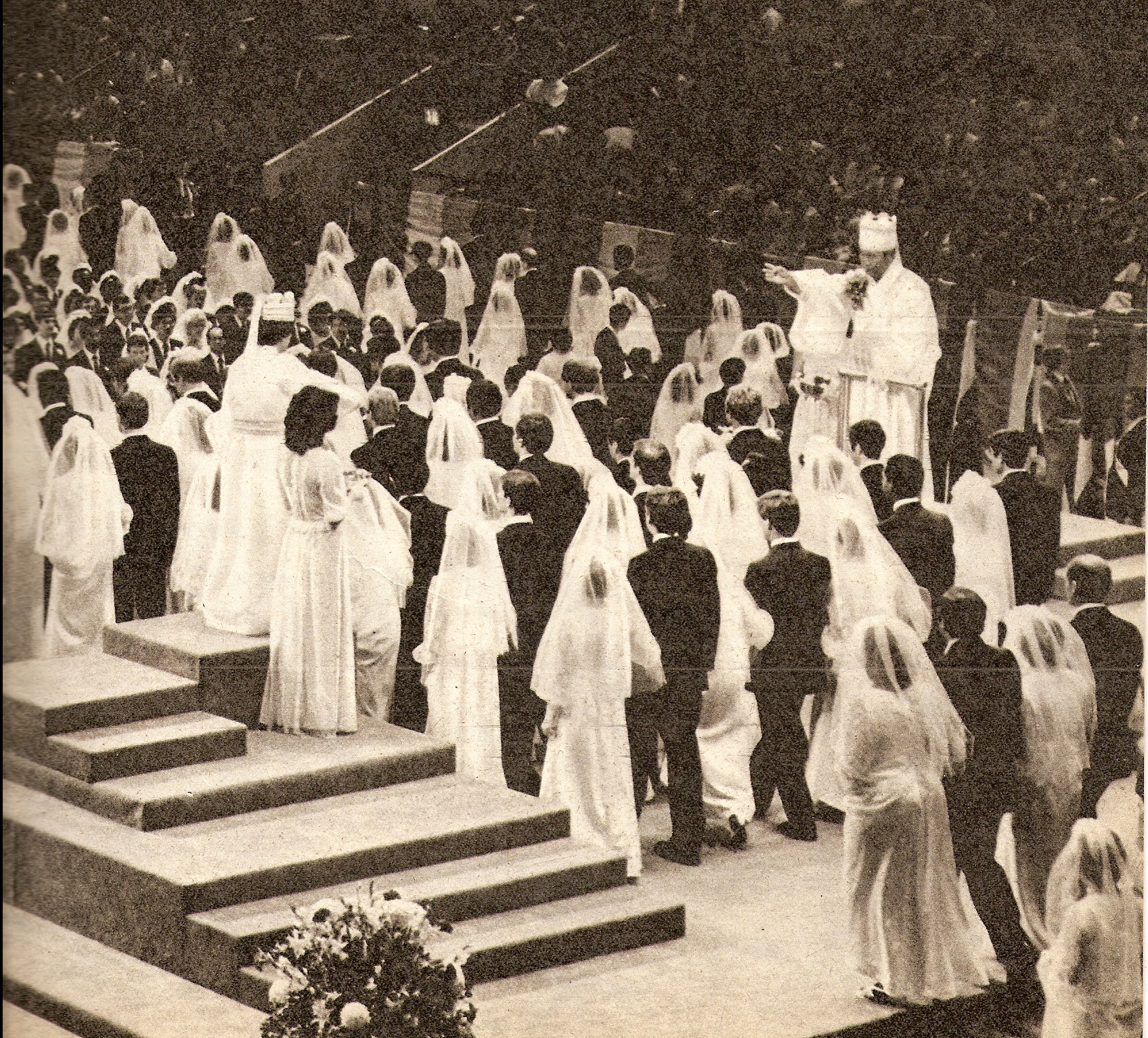
Un mariage collectif à l'Église de l'Unification (Moon).

Le love bombing (« bombardement d'amour ») est une intense démonstration d'amour ou d'affection de la part d'un groupe ou d'un individu envers un autre individu. L'expression a, le plus souvent, été utilisée dans le cadre de la lutte contre les sectes associatives aux États-Unis et considérée comme une méthode de manipulation mentale visant à rapprocher une recrue potentielle d'un mouvement.
Cette méthode était pratiquée principalement par la Famille (ex-Enfants de Dieu) et l'Église de l'Unification (Moon). 
Le terme a été rendu populaire par Margaret Singer. Elle décrit la méthode ainsi :
« Dès que le moindre intérêt est manifesté par une personne, elle peut être « bombardée d'amour » par les recruteurs ou d'autres membres de la secte. Ce processus qui consiste à feindre l'affection et l'intérêt a été associé, au départ, à une des premières sectes s'intéressant aux jeunes, mais a vite été repris par de nombreux groupes pour attirer les gens. Le « bombardement d'amour » est un effort coordonné, sous la direction des leaders, qui use de la flatterie, la séduction par la parole, de contacts physiques affectueux mais non sexuels et de beaucoup d'attention à tout ce qui est exprimé par la recrue. Le « bombardement d'amour » est une manipulation qui a permis de recruter de nombreux adeptes »
Cependant, les adeptes des mouvements sectaires ne feignent pas forcément cette affection. Ils sont intimement convaincus d'avoir le devoir de "sauver" les personnes extérieures et pensent souvent agir par amour. De plus, les adeptes peuvent aussi être reconnaissants à la personne qui porte attention à leur discours, et ce d'autant plus que leurs opérations de prosélytisme ne réussissent à intéresser qu'une très faible partie du public visé.  
Aucun de ces mouvements n'a reconnu pratiquer le « bombardement d'amour » pour les raisons évoquées, prétendant plutôt que cette démarche, par exemple dans le cadre de l'Église de l'Unification (Moon), était une façon d'aimer « comme Jésus-Christ nous a enseigné de le faire ».

## Usage dans l'étude des relations amoureuses
L'expression "love bombing" peut également être utilisée comme métaphore dans un contexte de relation amoureuse, lorsqu'il est question de manipulation (consciente ou non). Le love bombing est parfois décrit en tant que méthode utilisée par les pervers narcissiques manipulateurs. Il se distingue du ghosting (fantomisation en français) en ce qu'il n'implique pas la disparition de la part de la personne qui manipule (celle-ci aura tendance à signifier son désintérêt soudain par des moyens détournés tels que l'éloignement ou l'indisponibilité).